# Berberis kunawurensis
Berberis kunawurensis är en berberisväxtart som beskrevs av John Forbes Royle. Berberis kunawurensis ingår i släktet berberisar, och familjen berberisväxter.

## Underarter
Arten delas in i följande underarter:
- B. k. chitrioides
- B. k. diversifolia